# Cleorodes chretieni
Cleorodes chretieni är en fjärilsart som beskrevs av L'homme 1929. Cleorodes chretieni ingår i släktet Cleorodes och familjen mätare. Inga underarter finns listade i Catalogue of Life.